# Подойницина, Наталья Валерьевна
Наталья Валерьевна Подойницина (4 марта 1973, СССР) — российская футболистка, выступавшая на позиции вратарь.

## Биография
Первым футбольным клубом был карагандинский «Олимп»
С 1990 по 1994 год выступала только в одном клубе — Мерей — СКА-Мерей — ЦСК ВВС.
В 1993 году провела два матча за сборную России против Финляндии (0:2 и 2:1).
В 1994 году не провела ни одного матча будучи в тени Светланы Петько.
В 1995 году вышла замуж, ушла в декрет и завершила карьеру.

## Достижения
Чемпионат России по футболу среди женщин
- Чемпион (2): 1993 и 1994
- Вице—чемпион: 1992

Кубок России по футболу среди женщин:
- Обладатель: 1994

Личные
- По итогам сезона 1993 года входила в список «33 лучших футболистки страны»[5].
- В результате опроса, проведенного еженедельником «Москвичка», лучшей футболисткой года признана Ольга Заренина из красноярской «Сибирячке». На втором месте Наталья Подойницына («ЦСК ВВС»)[6].